# Soesilarishius chaplini
Soesilarishius chaplini – gatunek pająka z rodziny skakunowatych.
Gatunek ten opisany został w 2013 roku przez Gustavo Ruiza na podstawie parki okazów.
Samiec ma ciało długości 2,47 mm, a samica 2,57 mm. Karapaks samca jest żółty z liniami białych łusek za oczami, ciemnobrązową częścią głowową i poprzeczną ciemnobrązową przepaską za jamkami. Samica ma karapaks ciemnobrązowy. Szczękoczułki są żółte u samca i jasnobrązowe u samicy. Czarne łuski występują na jasnym nadustku samca. U obu płci endyty, warga dolna i sternum są jasnobrązowe. Nogogłaszczki samca są ciemno- a samicy jasnobrązowe. Odnóża obu płci są ciemnobrązowo-żółte. Ciemnobrązowa opistosoma ma u samca parę jasnych szewronów i plamek na wierzchu, a u samicy jasny spód. Samiec ma krótki embolus, nerkowate tegulum, wydłużone cymbium i zakrzywioną brzusznie apofizę retrolateralną. U samicy otwory przewodów kopulacyjnych i kieszonka środkowa tworzą na epigyne strukturę o kształcie kaczej głowy.
Pająk neotropikalny, znany tylko z Parku Narodowego Serra do Prado w brazylijskim stanie Pará. Spotykany na ściółce lasów.